# Munkálatok
A Munkálatok egy hosszú életű 19. század végi – 20. század eleji magyar római katolikus teológiai tanulmányokat tartalmazó folyóirat, amely később önálló könyvsorozattá vált. Az egyes részek neve hol kötet, hol évfolyam volt. A részek olykor maguk is több kötetet tartalmaztak. Kiadója a budapesti növendékpapság magyar egyházirodalmi iskolája volt. Az 1833 és 1940 között létező sorozat pontos címe is folyamatosan változott.

## Nevei
- 1–10. kötet: A pesti nevendék papság magyar iskolájának munkálatai
- 11–15. kötet: Pesti növendék papság magyar iskolájának munkálatai
- 16–43. kötet: Munkálatok a pesti növendék papság magyar egyházirodalmi iskolájától
- 44–71. kötet: Munkálatok

## Folyóiratként (1833–1854)
A sorozat kezdetben folyóiratként működött, és kisebb-nagyobb magyar teológiai tanulmányok, illetve ókori, középkori, és újkori neves teológusok műveinek részletei jelentek meg benne. Ezek a következők voltak:

### 1. évfolyam (1833)
| - tartalma nem ismert |

### 2. évfolyam (1835)
| - tartalma nem ismert |

### 3. évfolyam (1836)
| 3. évfolyam. (8-r. 203 és 1 l.) Pesten, 1836. Trattner-Károlyi nyomtatása. E. M.: - Fordítások: - Aranyszájú Szent János homiliái. - A keresztény hit-tanítások rövid rajzolata, a valódi kath. hit-ágozat szerint, egymással való öszve köttetésökben, és erkölcsi tekintetben. - Gróf Rimini Leopardi Dialoghetti nevű szabadelmű katekismusából. - Chateaubriand munkáibul. - Eredeti művek: - Az eredeti bűn. - Astrikus, vagy Anastasius első kalocsai püspök életrajza. |

### 4. évfolyam (1837)
| 4. évfolyam. (8-r. VIII, 274 l., 1 lev. és Losi Imre esztergomi érsek arcképe.) Budán, 1837. A magyar kir. egyetem bet. E. M. - Forditások: - Sz. Ignácz martyr és antiochiai püspök élete. - Ugyanannak a rómaiakhoz irt levele. - Sz. Leo e néven I-ső római pápa rövid életrajza. - Ugyanannak 8-dik beszédje a gyüjtöttekről s alamizsnáról. - Ugyanannak karácsonnapi beszédje. - A katol. anyaszentegyház elvei az emberek üdvösségéről. Frayssinous után. - A lélek halhatatlanságát az erkölcsiség és érzelem bizonyítja. Chateaubriand után. - Eredeti művek: - Költemények. A szent írás philosophica magyarázásáról. - A gyónásról hit-erkölcsi tekintetben. - A lelkiismeret hatalma. - A magány. - A katolika hittani alkat (systema catholicum doctrinale) megegyezése a helyes vizsgálati igyekezettel. - Losi Imre esztergomi érsek élete. L. I. siremlékét ábrázoló kőnyom. tábláv. |

### 5. évfolyam (1838)
| 5. évfolyam. (8-r. 3 lev., X, 343 l. és Klimó György pécsi püspök arcképév.) Budán, 1838. A magy. kir. egyetem bet. E. M. - Fordítások: - Sz. Hieronymus rövid életrajza. - Ugyanannak Nepotiánhoz irt levele a papok életéről. - Aranyszájú sz. János értekezése a felől, hogy kiki magának árt. - Sz. Leo pápa levele a calcedoni zsinathoz. - Az isteni tiszteletről általjában. Frayssionous után. - A kereszt. kath. anyaszentegyház védelme a fanatismus vádjai ellen. Frayssinous után. - A nevelésről. Frayssinous után. - Ismertetése a nevezetesebb religiói néptévelygéseknek. - Eredeti művek: - Költemények. - Az igéret nagyapja. - A természeti religió fogyatkozásai. - Klimo pécsi püspök élete. |

### 6. évfolyam (1839)
| 6. évfolyam. A primás ő herczegsége arczképével. (8-r. VI l., 1 lev., 346 l., 1 lev. és Kopácsy Jósef esztergomi érsek arcképe.) Budán, (1839.) A magyar kir. egyetem bet. 1.– E. M. - - A szent atyák. - Szent Cyprian. - Sz. Cyprian értekezése a halandóságról. - A sz. mise szolgálatról. Segneri után. - A religio tárgybani indifferentismusról. - Vázolatok Geramb jerusálemi utazásából. - Néhány levelek Milner «a religiói vitatkozásoknak vége» cz. munkájából. - Az egyház a katholikusok értelmében. Möhler után. - A kathol. hit. - Paraenesis. Stolberg után. - Judith. Balláda. - Erkölcsi képek. - Az első keresztények hitéről. - Néhány vonások Széchenyi György esztergomi érsek életéből. - Vischeringi b. Droste Kelemen Auguszt kölni érsek egy protestánstól védelmezve. - Egy két szó magyar iskolánkról. |

### 7. évfolyam (1840)
| 7. évfolyam. (8-r. XV, 328 l. és 1 lev.) Budán, 1840. A magyar kir. egyetem bet. –.48 p. E. M. - - Inditóokok a régi egyházi literatura tanulására. - Nazianzi sz. Gergely életrajza. - Sz. Cyprian értekezése az egyház egységéről. - Töredék sz. Ágoston Isten városa cz. munkája 5-ik könyvéből. - Krisztus megtestesülése érdemei. Bartoli után. - Jézus jövendölete Jeruzsálem pusztulásáról. - Levelek az egyház tekintetéről. - Fenelon 139-dik és 167-dik levele. - A pap viszonya az iskolához. - Mire kell a lelkipásztornak tekintve a társalgást figyelni. - Bévezetés az egyházi történetirásba. Möhler után. - Jeruzsalem és a szent sir őrjei. - A papi beteglátogatásról. - A pápa felsőségéről. - Milner után. - Költemények. - Jézus az emberiség jóltevője. - Miért lettem pap? - Vurum József nyitrai püspök életrajza. |

### 8. évfolyam (1841)
| 8. évfolyam. (8-r. XV, 184 l. és 1 lev.) Budán, 1841. A magyar kir. egyetem betűivel - - A «szent atya» nevezetről. Möhler után. - Sz. Fulgentius élete. - A hitről. Sz. Fulgentius után. - Jeruzsalem elpusztulásáról. Flavius József után. - A külső isteni tiszteletről. Tassoni után. - Az egyházi szolgákról. Tassoni után. - A vándor sz. Bernárd hegyén. - A biblia. - Határok, mellyeket a religió a bölcselő észnek szab. Guénard után. - Imádság. - A két szomszéd. - Keménység a szűkölködők iránt. Massillon után. - Az egyházi fenyíték az első században. Fleury után. - A mennyország költői képekben. Chateaubriand után. - Néhány szó az anyaszentegyház szertartásiról. Wiseman után. - A kereszténység állapota Chinában. Wiseman után. - A szentségek hét száma. - A keresztek- és képoszlopokról. - A bucsú. - Maximilián bajor herczeg Jeruzsálemben. - A pápai hatalom a népek polgárosodására nézve. - Visszatekintés az egyháztörténet lefolyt utólsó 40 éveire. - Ki a katholikus? - A Jesuiták üldöztetése és eltörlése. Stark után. - A javitó fogházak története. - Osius püspök felelete Constantius császárhoz. - A religio szava. - Az ész hálája. - Gr. Eszterházy Károly élete. - Költemények. |

### 9. évfolyam (1842)
| 9. évfolyam. (8-r. XIII, 337 és 1 l.) Budán, 1842. A magy. kir. egyetem bet. E. M. - - Vezérhangok sorsosainkhoz. - Sz. Athanasius életrajza. - Az ariánusok története. Sz. Athanasius után. - Az apostoli hitvallás. Sz. Ágoston után. - A keresztény religio. Genoude után. - A keresztény morál. Delaure-Dubez után. - A keresztény nevelés. Duval után. - Fölvilágosítások a bucsukat illetőleg. Wiseman után. - VII. Pius fogsága s az anyaszentegyház győzedelme. Tassoni után. - Fölvilágosodás- és művelődési törekvések a középkorban. - Az olvasó. Schmid után. - Az isteni szolgálatbeli nyelv. Schmid után. - A papság megutáltatása. Stark után. - A jesuiták Magyarországban. - Fölvilágosodás és élet. - Gr. Batthyáni Ignácz életrajza. - Költemények. |

### 10. évfolyam (1843)
| 10. évfolyam. (8-r. XV, 344 és XXXIV l.) Budán, 1843. A magy. kir. egyetem bet. 1.20 p. E. M. - - Az igaz religióról. Beszélgetés Fénelon cambriai érsek és Ramsai lovag között. - Tertullianus (életrajza). - Az elidősülés könyve az eretnekek ellen. - Nagy sz. Basiliusnak a sz. lélekről irt könyve. - Abeilard és a tanitmányai által okozott theologiai s politikai mozgalmak. - Vallási üldözésekről. Milner János levele Brown Jakabhoz. - A szent mise áldozat. - A pápaság és ellenei. - A papi nőtlenség. - A zsolozsma. - A paraguayi missiók. Chateaubriand után. - Az indusok boldogsága. - O’Connel beszéde a catholicismus jelen s jövendőjéről Nagy-Britannia s más protest. tartományokban. - A catholicusok sanyargattatása Orosz és Lengyelországban, a görög és orosz szakadást tárgyazó előzményekkel. - Mi atyánk. - Szivárvány. - Horváth Endre: B. Andrássy Antal rosnyói püspök életrajza. - Párbeszéd az inquisitióról. - Költemények. |

### 11. évfolyam (1844)
| 11. évfolyam. (n. 8-r. X l., 1 lev., 362 l. és 1 lev.) Pesten, 1844. Trattner-Károlyi bet. E. M. - - Sz. Athanasius beszédje az eretnekek ellen. - Sz. Bernárd életrajza, és értekezése a megtérésről; vagyis az élet megjobbitásáról. - A pápák utazása. - Aphorismák a christianismus ugyanazonossága fölött. - Ötven indokok, miért kell a kath. religiót minden egyéb religiónak elébe tenni. - A religio. - Értekezés a kath. egyház nevezetről. - Gondolatok. - Szózat sorsosainkhoz. - Három fő erény. - Élet. - A kereszt. - A bűnöshöz. - Áldozat. - Óhajtás. - Az árva imája. - Őrző angyalomhoz. - Sz. István király halála. - Egyházunk. - Anyagiság. - A primatusról. - Husz János. - Klobusiczky Péter kalocsai érsek életrajza. |

### 12. évfolyam (1845)
| 12. évfolyam. (n. 8-r. XII l., 2 lev. és 359 l.) Pesten, 1845. Nyomt. Trattner Károlyi bet. 1.– E. M. - - A kinyilatkoztatott religio. Különös tekintettel az álladalomhozi viszonyaira. Siguier A. után. - Jeruzsálemi sz. Cyrill életrajza. - Sz. Cyrill 18-ik hitbeli oktatása a fölvilágositandókhoz a hitvallás eme szavai fölött: Hiszek egy közön. ker. anyaszentegyházat, testnek föltámadását és az örök életet. - Az ész mérsékléséről a religio dolgában. Muratorius után. - A kath. egyház és proselytismusa. Westermayer A. után. - Gondolatok a christianismusról. Droz J. után. - A vallási gyülöletről. Manzoni A. után. - Költemények. - A ker. religio tökélyesedése. - A türelemről. - Költemény és való. - Somogyi Leopold Márton szombathelyi püspök életrajza. |

### 13. évfolyam (1846)
| 13. évfolyam. (n. 8-r. XIII, 3, 338 és 1 l.) Pesten, 1846. Nyomt. Trattner-Károlyi bet. E. M. - - Aranyszájú sz. János életrajza. - Aranyszájú sz. János VI-ik homiliája sz. Pálnak a korinthiaiakhoz irt első levelére. - Lerinei sz. Vincze emléklapjai. - Az ál s a valódi reformatio. - A falusi lelkipásztor. Pinard után. - A pap mint béke angyala a városokban. - Néhány vonás az első keresztények életéből. - Az egyház-szellem hatásáról különösen az irodalom által. - Vázolatok korunk vallás-erkölcsi állapotáról. - Fuchs Xavér Ferencz egri első érsek életrajza. - Költemények. |

### 14. évfolyam (1847)
| 14. évfolyam. (n. 8-r. X, 316 l. és 1 l ev.) Pesten, 1847. Nyom. Beimel Józsefnél. E. M. - - Korunk nagy vallási kérdéseinek fejtegetései. Hirscher B. után. - A pápa, az egység kútfeje. Pinard után. - A katholika tanok hathatósan segitik elő a gazdasági tudományt a vagyonszerzés és földosztás dolgában. - Költemények. - Élet- és jellemképek az egyház és korunk történetéből: - 1.) Radikalizmus hőstettei Sveiczban. - 2.) Ronge és a kath. nép Badenban. - 3.) A két egyházfő. - 4.) A lengyel lázadás és a kath. egyház. - 5.) A berlini protestáns, és VI. baltimorei kath. zsinat. - 6.) XVI. Gergely halála. IX. Pius. - Krisztus és egyháza. - Történeti visszapillantás remete sz. Pál szerzetére. - Nehány vonás sz. Gellért csanádi püspök és vértanú életéből. |

### 15. évfolyam (1848)
| 15. évfolyam. (n. 8-r. 6 lev. és 297 l.) Pesten, 1848. Ny. Trattner-Károlyi bet. E. M. - - Korunk nagy vallási kérdéseinek fejtegetése. Folyt. - Laicsák Ferencz nagyváradi püspök életrajza. - Töredék gondolatok a seminariumok történetéről. |

### 16. évfolyam (1852)
| 16. évfolyam. (n. 8-r. XII és 302 l.) Pesten, 1852. Emich és Eisenfels könyvny. E. M. - - A papság föladata a 19. században. - Az egyház külhatása az ital- és sajtó vészre nézve. - A falusi lelkész könyvtára. - A pápa csalhatatlanságának védelme a szentirás ezen helyének «Tu es Petrus» stb. hamis magyarázatai ellen. - Becket Tamás halála. - Levél egy protest. ministerhez, melyben Luther mint számos régi eretnekség fölélesztője mutattatik be. - Versezetek. - A világ csalódásai. - Biró Márton püspök életének rövid vázlata. - A pesti papnevelő intézet növendékei 1806–7-ben. |

### 16. évfolyam (1853)
| 17. évfolyam. (n. 8-r. X, 336 l. és 2 lev.) Pesten, 1853. Emich Gusztáv könyvnyomd. E. M. - - A spanyol inquisitio és Llorente csekély hitele. - A szentgyónás és oltári szentség. - Sz. Cyprián értekezése az Ur imájáról. - Az egyház és állam. - Versezetek. - A teremtés hat korszaka. - Jézus társasága, különös tekintettel honunkra. - Kluch József nyitrai püspök életrajza. |

### 18. évfolyam (1854)
| 18. évfolyam. (n. 8-r. X, 300 l. és 2 lev.) Pest, 1854. Emich Gusztáv könyvny. E. M. - - Az egyház érdemei a rabszolgaság eltörlése körül. Balmes J. után. - Sz. Cyprián értekezése a béketűrés hasznáról. - Papi nőtlenség. Maistre J. után. - Az emberi ész. Signier után. - A kath. vallás ellen intézett ellenvetések. Martinet után. - Egyház-szónoklattani töredékek. - Egy napi út. Az emberi élet rajza. Johnson után. - Költemények. - Kalászok a magyar egyháztörténelem mezején. - A kétségbeeséssel küzdő. Egy csepp az élet tengeréből. - Az imatársulatok és azok föladata korunkban. - Zombori Lippay György esztergomi érsek életrajza. |

## Monográfiák (1855–1908)
A 19. évfolyamtól kezdődően a folyóirat jellemzően átalakult monográfiák sorozatává, bár néhány évfolyam továbbra is több tanulmányt tartalmazott:
| 19. évfolyam. (n. 8-r. X l., 2 lev., 282 és 58 l.) Buda, 1855. |
| - - Hiteles vértanúi emlékiratok összegyűjtve, itészetileg rendezve és megvilágítva Ruinart Theodorik által. I. kötet. Pálmaágak a magyar egyháztörténelem kertjéből, vagyis 19 részint szent, részint boldog magyar vértanú életrajza. |
| 20. évfolyam. (n. 8-r. X l., 3 lev., 280 és 76 l.) Buda, 1856. |
| - - Hiteles vértanúi emlékiratok összegyűjtve, itészetileg elrendezve és megvilágosítva Ruinart Theodorik által. II. kötet. Magyarföldi pálmaágak, vagyis kilenc magyar hitbajnok életrajza. – 1. Leleszy János. 2. Kőrösi Márk esztergomi kanonok. 3. Pongrác István jezsuita. 4. Grodec Menyhárt. 5. Bársonyi János itélőmester. 6. Simonidesz János jezsuita. 7. Csepellényi György. 8. Török Márton. 9. Szveteney Miklós. |
| 21. évfolyam. (n. 8-r. XII l., 2 lev., 595 és 4 l.) Buda, 1857. |
| - - Hiteles vértanúi emlékiratok. Összegyűjtve, itészetileg elrendezve és megvilágitva Ruinart Theodorik által. III. kötet. |
| 22. évfolyam. (n. 8-r. XIV, 325, 41 l. és 1 lev.) Pest, 1858. |
| - - Szent Ambrus az egyháziak kötelmeiről irt három könyve. A sz. szerző Paulin szerkesztette életrajzával, Krabinger J. György kiadása után. Aranyszájú szent János a papságról írt hat könyve. Montfaucon Bernárd kiadása után. Magyarföldi pálmaágak, vagyis magyar hitbajnokok ismertetése. |
| 23. évfolyam. (n. 8-r. XIV l., 1 lev., 356 l. és 1 lev.) Pest, 1859. |
| - - Szent Ágoston püspöknek az Isten városáról irt XXII könyve. A Maurinusok és Strange J. kiadása nyomán. I. kötet. |
| 24. évfolyam. (n. 8-r. XI és 1 l., 400 l. és 1 lev.) Pest, 1860. |
| - - Szent Ágoston hippói püspöknek az Isten városáról irt XXII könyve. II. kötet. |
| 25. évfolyam. (XVI és 356, XVI és 400, XVI, 410 és VI l.) Pest, 1869–1861. |
| - - Szent Ágoston hippói püspöknek az Isten városáról írt XXII. könyve. III. kötet. |
| 26. évfolyam. (341 l.) Pest, 1862. |
| - - Hehn-Hahn Ida: Mária Regina. Regény. 2 kötet. |
| 27. évfolyam. (337 l.) Pest, 1864. |
| - - Manahan Ambrus: A katholikus egyház diadala. |
| 28–29. évfolyam. (XXXII és 419, 418 l.) Pest, 1865–1866. |
| - - Balmes Jakab: A protestantismus és katholicismus, vonatkozással az európai polgárosodásra. 2 kötet. |
| 30. évfolyam. (XVI és 409 l.) Pest, 1867. |
| - - De Maistre József: A pápáról. |
| 31. évfolyam. (XXV és 436 l.) Pest, 1868. |
| - - Wiseman Miklós: A tudomány összhangzásban a kinyilatkoztatással. Egy térkép- és 4 rajztáblával. |
| 32. évfolyam. (XXII és 433 l.) Pest, 1869. |
| - - Döllinger J. J. Ignácz: Kereszténység és egyház az alapítás korában. |
| 33. évfolyam. (438 l.) Pest, 1870. |
| - - Reusch Henrik: Szentirás és természettudomány. Felolvasások a mózesi őstörténet és annak a természet-buvárlat eredményeihez való viszonya fölött. |
| 34. évfolyam. (483 l.) Pest, 1871. |
| - - Lüken Henrik: Az emberi nem hagyományai, vagy isten őskinyilatkoztatása a pogányok között. |
| 35–36. évfolyam. (XXVII és 384, XXI és 361.) Pest, 1872–1873. |
| - - Leroy Lajos: A történelem katholikus bölcsészete, vagy a nemzetek Krisztusért és egyenként. 2 kötet. |
| 37–38. évfolyam. (468, XVI és 479 l.) Budapest, 1874–1875. |
| - - Séda Ernő: A központi papnövelde magyar egyhirodalmi iskolájának története. - Hergenröther József: A katholikus egyház és keresztény állam történeti fejlődésében s vonatkozással a jelen kor legfontosabb kérdéseire. 2 kötet. |
| 39. évfolyam. (352 l.) Budapest, 1876. |
| - - Dr. Reischl Károly Vilmos: Munkáskérdés és socialismus |
| 40. évfolyam. (620 l.) Budapest, 1877. |
| - - Karl Périn: A keresztény társadalom törvényei. |
| 41. évfolyam. Budapest, 1878. |
| - - Lüken, H.: Az emberi nem származási okmánya, vagyis a mózesi teremtés-történet, megvilágítva és megerősítve a népek hagyományai és a termtud. által. - Dr. Stöckl Albert: Az anyagelviség megvitatva tantételeiben és következményeiben |
| 42. évfolyam. Budapest, 1879. |
| - - Mair, C.: Az oktatásszabadság. |
| 43. évfolyam. Budapest, 1880. |
| - - Simár, Theophil: A babona. |
| 44. évfolyam. (LV, 269 l.) Budapest, 1881. |
| - - Emlékkönyv az iskola fennállásának 50. évére |
| 45. évfolyam. (XXII, 357 l.) Budapest, 1882. |
| - - tartalma nem ismert |
| 46. évfolyam. (XXX, 426 l.) Budapest, 1883. |
| - - Hettinger, F.: A kereszténység válsága. Fordította Dedek Crescens Lajos |
| 47–48. évfolyam. (XXXII, 396, 626 l.) Budapest, 1884–1885. |
| - - Moulart Nándor: Az egyház és állam. A két hatalom eredete, egymáshoz való viszonya, jogai és hatásköre. A 2. kiadás után fordított a növendékpapság. 2 kötet. |
| 49. évfolyam. Budapest, 1886. |
| - - Dr. Ratzinger György: Az egyházi szegényápolás története. I. kötet. |
| 50. évfolyam. (n. 8-r. XXXI, 283 l. és 2 lev.) Budapest, 1887. és (n. 8-r. 3 lev., 250 és 2 l.) Budapest, 1887. |
| - - I. kötet: Dr. Ratzinger György: Az egyházi szegényápolás története. II. kötet. Függelékül: Adatok az egyházi szegényápolás történetéhez Magyarországon. 1000–1526. - II. kötet: Tartalma: 1. Iskoláink kiadványai. – 2. Költemények. – 3. Egyházunk küzdelme a boszniai Bogomil eretnekekkel. |
| 51. évfolyam. (n. 8-r. XV, 1, 449 és 1 l.) Budapest, 1888. |
| - - Hammerstein L. Edgár vagy az atheismusról a tiszta igazságra. - Költemények. - Vallás és szinpad, vagyis a dráma valláserkölcsi szempontból tekintve. - A magyarországi ruthenek és az unio a legrégibb időktől 1706-ig. |
| 52. évfolyam. (n. 8-r. XXXII és 526 l.) Budapest, 1889. |
| - - Dr. Schneider Vilmos: A szellemekben való újabb hit. Tények, csalódások és elméletek. A 2. javított és tetemesen bővített kiadás után fordította a budapesti növendékpapság magyar egyházirodalmi iskolája. |
| 53. évfolyam. (n. 8-r. XXIV és 949 l.) Budapest, 1890. |
| - - Antoniano Silvio: A keresztény nevelés. Borromaei sz. Károly meghagyásából írta –. A Kunz Xav. Ferenc által készített német fordítás nyomán magyarra áttette a bpesti növendékpapság magyar egyházirodalmi iskolája. |
| 54. évfolyam. (n. 8-r. XXII és 392 l.) Budapest, 1891. |
| - - Dr. Haas G. E.: A modern társadalom hamis eszméi az igazság fényénél. - Eredeti dolgozatok. |
| 55. évfolyam. (n. 8-r. XXIV és 432 l.) Budapest, 1892. |
| - - Cathrein Győző s. J.: Az államhatalom feladata és jogköre. - Eredeti dolgozatok és költemények. - A dogmatikus hagyomány és a protestantismus. - A vitás idejű próféták kora. - A magyarbéli Bosnyák-család története. |
| 56. évfolyam. (n. 8-r. XXV, 1 és 189 l.) és (4 lev. és 265 l.) Budapest, 1893. |
| - - I. rész. Eredeti dolgozatok: Gondolataink és érzelmeink XIII. Leó lábainál. – Költemények. – A római szent Pál templom. – A modern szabadkőművesség és a társadalom. - II. rész. Hamerstein L. Isten létének érvei. Fordította a bpesti növendékpapság magyar egyházirodalmi iskolája. |
| 57. évfolyam. (k. 8-r. XXXV és 488 l.) Budapest, 1894. |
| - - Fr. Weiss A. M.: Az életbölcsesség zsebkönyve. Forgácsok és szilánkok az apologia műhelyéből. A 2., újra átdolgozott kiadás után. |
| 58. évfolyam. (n. 8-r. XXIV l. 2 lev. és 328 l.) Budapest, 1895. |
| - - Cathrein Viktor: A szocziálizmus. Alapjainak és keresztülvihetőségének vizsgálata. - Eredeti dolgozatok: 1. Az isteni közreműködés. 2. Költemények. 3. IX. Sz. Leó pápa élete és kora. |
| 59. évfolyam. (n. 8-r. XXIII, 354 és 1 l.) Budapest, 1896. |
| - - Pernell E.: Az élet drámája. - Eredeti dolgozatok: Az emberi akarat szabadsága. Bölcseleti tanulmány-költemények. – Gyászbeszéd. – A haladás czélja. |
| 60–61. évfolyam. (n. 8-r. XXVII, 4, 407 és 3 l; XXX, 2, 347 és 3 l.) Budapest, 1897–98. |
| - - Dr. Majunke Pál: A porosz-német kulturharc története. Fordította és kiadja a budapesti növendék-papság magyar egyházirodalmi iskolája. 2 kötet. |
| 62. évfolyam. (n. 8-r. XLVIII, 532 l. Spencer Ignác és Newmann J. H. biboros arck.) Budapest, 1899. |
| - - Madaune abbé: A katholicizmus újjászületése Angolországban a XIX. században. Franczia eredetiből a 3. kiadás után fordította és kiadja a budapesti növendékpapság magyar egyházirodalmi iskolája. |
| 63. évfolyam. (n. 8-r. XXXII és 320 l.) Budapest, 1900. |
| - - Hammerstein Lajos: Boldogságunk az egyházban. - Függelékül: Eredeti dolgozatok. 1. Költemények. 2. Az emberi lélek szellemisége és a testhezkötöttsége. A humor lélektani fejlődésének magyarázata és főbb formái. - Ádám, vagyis az ember Madách »Ember tragédiájá«-ban. |
| 64. évfolyam. (XXV, 211, 144 l.) Budapest, 1901. |
| - - Joly Henrik: A nagy emberek és a szentek élettana. Francia eredetiből a 2., illetőleg a 4. kiadás után fordította és kiadta a Budapesti Növendékpapság magyar egyházirodalmi iskolája. |
| 65. évfolyam. (XXIV, 398 l.) Budapest, 1902. |
| - - Meschler M. S. J.: A Szentlélek Isten. Az eredetinek 4. kiadása szerint fordította és kiadja a Budapesti Növendékpapság magyar egyházirodalmi iskolája. |
| 66–67. évfolyam. (8-r. 1 arckép, XXVIII, 560 l. 1 arckép, 508 l.) Budapest, 1903–1904. |
| - - Bougaud Emil: Szent Chantal élete és a Visztatio-rend eredete. A francia eredetinek 13. kiadása után fordította és kiadja a Budapesti Növendékpapság magyar egyházirodalmi iskolája. 2 kötet. |
| 68. évfolyam. (8-r. XXXI. 588 l.) Budapest, 1905. |
| - - Dr. Scheeben M. József: Az isteni malaszt fensége. P. Nieremberg nyomán írta –. Weiss A. M. O. Pr. 7., javított kiadás után fordította a Budapesti Növendékpapság magyar egyházirodalmi iskolája. |
| 69–70. évfolyam. (8-r. 1 arck., 483 l., 3, 410 l.) Budapest, 1906–1907. |
| - - Bougard Emil: Szent Vince élete és a missiós papok kongregációjának megalapítása. A francia eredetinek 3. kiadása után fordította és kiadja a Budapesti Növendékpapság magyar egyházirodalmi iskolája. 2 kötet. |
| 71. évfolyam. (8-r. XXXII. 527, 1 l.) Budapest, 1908. |
| - - Kneller Károly Alajos S. J.: A kereszténység és a modern természettudomány úttörői. Adatok a XIX. század művelődéstörténetéhez. A német eredetinek 2., javított és bővített kiadása után fordította és kiadta a Budapesti Növendékpapság magyar egyházirodalmi iskolája. |

## 1908 és 1940 között
1908 után is megjelentek a sorozatban, ezek azonban nem tartalmaztak évfolyamjelzést:
- Mercier: Kispapjaimhoz. 1910.
- Cathrein, V.: Katholikus világnézet. 1911.
- Bossuet: Elmélkedések az evangéliumról. 1–2. köt. 1913–1914.
- Donat: A tudomány szabadsága. 1–2. köt. 1915–1916.
- Saviczky Ferenc: Az élet értelme. 1920.
- Hirscher, J.: Önámítás. 4. kiad. 1923.
- Godefried, H.: A lélek hazája. 1925.
- Jubileumi emlékkönyv. 1831–1931.
- Az ezerkilencszáz éves szentmise. 1934.
- Wagner, P.: Az élet kis művészei. 1935.
- Wagner P.: A nagy király katonái. 1935.
- Wagner P.: Lángoló szívecskék. 1936.
- Wagner P.: Mai lányok életstílusa. 1936.
- Faber, F. W.: Ez nagy szentség valóban! 1938.
- Faber, F. W.: Mindent Jézusért! 1940.